# Regionalbibliothek Neubrandenburg
Die Regionalbibliothek Neubrandenburg ist eine Regionalbibliothek für die Stadt Neubrandenburg und die umliegenden Städte und Gemeinden.
Nach der Auflösung der traditionsreichen Mecklenburg-Strelitzschen Landesbücherei in Neustrelitz im Jahre 1950 wurde deren Bestände auf diverse wissenschaftliche Bibliotheken und Archive aufgeteilt. Die Bezirksbibliothek für den Bezirk Neubrandenburg wurde 1954 in der Stadtbibliothek Neustrelitz eingerichtet. Erst 1965 wurde im Haus der Kultur und Bildung die „Stadt- und Bezirksbibliothek Neubrandenburg“ eingerichtet. In der „Stadt- und Bezirksbibliothek Neubrandenburg“ ging ebenfalls die 1865 gegründete Volksbücherei auf. Seit 1990 trägt sie den heutigen Namen.
Ein kleiner Rest des historischen Buchbestandes der Neustrelitzer Landesbücherei (Landesbibliothek), darunter vor allem ältere Sachliteratur zur mecklenburgischen Landeskunde (ca. 2000 Bestandseinheiten), ging ins Eigentum des Bezirks Neubrandenburg über, gelangte so nach Neubrandenburg und bildete den Grundstock der Mecklenburgica-Sammlung der Regionalbibliothek. Seit den 1960er Jahren erweitert und kontinuierlich ergänzt zählt die landeskundlichen Präsenzsammlungen der Regionalbibliothek Neubrandenburg heute zu den größten und bedeutendsten ihrer Art in Mecklenburg-Vorpommern.
Die Bibliothek ist an den deutschen und internationalen Leihverkehr der Bibliotheken angeschlossen.